# Psychophonie
Die Psychophonie, auch Psychofonie, ist eine Methode, die angeblich zur Verringerung der Anfallshäufigkeit bei Migräne beitragen soll. Der Erfolg der Methode wird in der Fachwelt jedoch bestritten. Die Deutsche Migräne- und Kopfschmerzgesellschaft (DMKG) führt an, dass die Psychophonie als unwirksames Verfahren zur Behandlung der Migräne ist, und zwar sowohl in der Attackenkupierung als auch in der Migräneprophylaxe. Das in der Patientenaufklärung der Psychophonie dargestellte therapeutische Vorgehen sei mit den heutigen modernen pathophysiologischen Vorstellungen zur Migräne nicht in Einklang zu bringen. Kritisiert werden auch die mit der Methode einhergehenden hohen Kosten, die anerkannte medikamentöse oder nichtmedikamentöse Therapieverfahren verzögern oder verhindern.
Bei dem Verfahren werden die Gehirnströme der Patienten in schmerzfreiem Zustand mit Hilfe eines EEG (Elektroenzephalogramm) aufgenommen. Ein spezielles Softwaresystem übersetzt diese Gehirnströme in Klavier- und Harfentöne. Es handelt sich jedoch nicht um Musik im üblichen Sinne, sondern um eine Anreihung von disharmonischen und unrhythmischen Tonfolgen. Diese kann der Migräniker mehrmals täglich, beispielsweise während der Autofahrt oder der Arbeit, auf sich wirken lassen oder sich bewusst einige Male täglich dafür Zeit nehmen. Durch regelmäßiges Anhören der psychophonischen Tonfolgen sollen Gehirnzentren positiv stimuliert werden, was sich positiv auf Kopfschmerzen und Wohlbefinden des Patienten auswirken soll. 